# Clemente Canepari
Clemente Canepari (Pieve Porto Morone, 11 de noviembre de 1886 - San Colombano al Lambro, 13 de septiembre de 1966) fue un ciclista italiano que va fue profesional entre 1906 y 1927.
En su palmarés destaca una victoria de etapa al Giro de Italia de 1913 y lo Giro de Emília de 1911.

## Palmarés
- 1906 
  - 1.º en el Gran Premio Castel San Giovanni
- 1909 
  - 1.º en el Giro de la Provincia de Pavia
  - 1.º en el Gran Premio Castel San Giovanni
- 1911 
  - 1.º en el Giro de Emília
- 1913 
  - Vencedor de una etapa al Giro de Italia

### Resultados al Giro de Italia
- 1909. 4.º de la clasificación general
- 1910. 7.º de la clasificación general
- 1913. 12.º de la clasificación general. Vencedor de una etapa
- 1914. 4.º de la clasificación general
- 1919. 4.º de la clasificación general
- 1921. 8.º de la clasificación general
- 1923. 35.º de la clasificación general

### Resultados al Tour de Francia
- 1908. 12.º de la clasificación general
- 1909. Abandona (3.ª etapa)
- 1913. 13.º de la clasificación general